# 紀元前39年
紀元前39年（きげんぜん39ねん）。

## 他の紀年法
- 干支 : 壬午
- 日本
  - 崇神天皇59年
  - 皇紀622年
- 中国
  - 前漢 : 永光5年
- 朝鮮
  - 新羅 : 赫居世19年
  - 檀紀2295年
- 仏滅紀元 : 505年
- ユダヤ暦 : 3722年 - 3723年

## できごと

### ローマ
- シチリア、サルデーニャ、コルシカ島とペロポネソス半島を支配していたセクストゥス・ポンペイウスは、第二回三頭政治側とミセヌム条約を結んだ。この条約によって、ローマの穀物の収穫が安定した。

## 誕生
- 大アントニア、マルクス・アントニウスの娘（+ 25年）
- ユリア、アウグストゥスの娘（+ 14年）

## 死去
- クィントゥス・ラビエヌス、ローマの軍人